# Demokratiska partiet (Serbien)
Demokratiska partiet (serbiska: Демократска странка/Demokratska stranka) är det största politiska partiet i Serbien, bildat den 3 februari 1990.
Partiet var tidigare en del av Serbiens demokratiska opposition som avsatte Slobodan Milošević.
Demokratiska partiet räknar sina rötter tillbaka till Radikala folkpartiet som grundades 1919 medan Serbien ännu var en monarki.
Den nu avlidne Zoran Đinđić var partiledare fram till 2003. Partiets ledare blev därefter Boris Tadić, som var Serbiens president från valet i juli 2004 till 2012.
I parlamentsvalet den 11 maj 2008 ingick partiet i valalliansen För ett europeiskt Serbien, som tillhörde valets stora segrare. 
Partiet är observatör inom Socialistinternationalen och Europeiska socialdemokratiska partiet
Vid det serbiska valet söndagen den 6 maj 2012 har det demokratiska partiet bildat en koalition med Socialdemokraterna, Vojvodinas socialdemokrater, De gröna, kroatiska demokratiska alliansen och Kristdemokraterna under namnet "Ett val för ett bättre liv" med en gemensam slogan som är "Jobb, Investeringar och Trygghet".
Partiet är Serbiens största parti, sett till medlemsantal.